# Antènor (escriptor)
Antènor（en grec antic: Ἀντήνωρ; en llatí: Antenor) fou un escriptor grec d'època incerta que va escriure una història de Creta molt ben considerada entre els mateixos cretencs, tal com expliquen Claudi Elià i Plutarc.